# Rallye Monte Carlo 1988
Die 56. Rallye Monte Carlo war der 1. Lauf zur Rallye-Weltmeisterschaft 1988. Sie fand vom 16. bis zum 21. Januar in der Region von Monaco statt.

## Klassifikationen

### Endergebnis
| Rang | Fahrer               | Co-Pilot                  | Auto                | Zeit (Std./Min./Sek.) | Rückstand Sieger (Min./Sek.) Rückstand V (Min./Sek.) |
| ---- | -------------------- | ------------------------- | ------------------- | --------------------- | ---------------------------------------------------- |
| 1    | Bruno Saby           | Jean-François Fauchille   | Lancia Delta HF 4WD | 7:19:11               | 00:00                                                |
| 2    | Alessandro Fiorio    | Luigi Pirollo             | Lancia Delta HF 4WD | 7:30:01               | 10:50                                                |
| 3    | Jean-Pierre Ballet   | Marie-Christine Lallement | Peugeot 205 GTi 1.9 | 7:42:46               | 23:35 12:45                                          |
| 4    | Alain Oreille        | Jean-Marc Andrié          | Renault 11 Turbo    | 7:51:56               | 32:45 09:10                                          |
| 5    | Timo Salonen         | Seppo Hajanne             | Mazda 323 4WD       | 7:56:08               | 36:57 04:12                                          |
| 6    | François Chauche     | Thierry Barjou            | BMW 325i            | 7:56:22               | 37:11 00:14                                          |
| 7    | Christophe Spiliotis | Isabelle Spiliotis        | Audi Coupé quattro  | 7:58:16               | 39:05 01:54                                          |
| 8    | Giovanni Del Zappo   | Pierangelo Scalvini       | Lancia Delta HF 4WD | 7:59:56               | 40:45 01:40                                          |
| 9    | Pierre Bos           | Jean-Claude Leuvrey       | Audi Coupé quattro  | 8:03:01               | 43:50 03:05                                          |
| 10   | Richard Frau         | Philippe David            | Renault 5 GT Turbo  | 8:03:37               | 44:26 00:36                                          |

Insgesamt wurden 87 von 169 gemeldeten Fahrzeuge klassiert:

### Wertungsprüfungen
| Tage     | WP | Startzeit LT | Name                      | Länge    | Gewinner           | Zeit  | Leader      |
| -------- | -- | ------------ | ------------------------- | -------- | ------------------ | ----- | ----------- |
| 17. Jan. | 1  | 14:55        | Col du Grand Bois         | 3,00 km  | Bruno Saby         | 01:24 | Bruno Saby  |
| 17. Jan. | 2  | 15:40        | Saint-Bonnet-le-Froid     | 26,00 km | Yves Loubet        | 13:27 | Yves Loubet |
| 17. Jan. | 3  | 16:28        | Lalouvesc                 | 19,00 km | Miki Biasion       | 11:26 | Yves Loubet |
| 17. Jan. | 4  | 17:59        | Le Moulinon               | 37,00 km | Bruno Saby         | 25:24 | Bruno Saby  |
| 17. Jan. | 5  | 19:23        | Burzet                    | 45,00 km | Bruno Saby         | 29:05 | Bruno Saby  |
| 18. Jan. | 6  | 09:27        | Chateau de Boulogne       | 29,00 km | Yves Loubet        | 21:20 | Bruno Saby  |
| 18. Jan. | 7  | 12:00        | Saint-Jean-en-Royans      | 26,00 km | Yves Loubet        | 14:48 | Bruno Saby  |
| 18. Jan. | 8  | 14:01        | Saint-Nazaire-le-Desert   | 24,00 km | Yves Loubet        | 14:50 | Bruno Saby  |
| 18. Jan. | 9  | 15:29        | Montauban                 | 20,00 km | Bruno Saby         | 11:37 | Bruno Saby  |
| 18. Jan. | 10 | 16:46        | Plans de Vitrolles        | 18,00 km | Bruno Saby         | 11:12 | Bruno Saby  |
| 18. Jan. | 11 | 17:53        | Chorges                   | 25,00 km | Bruno Saby         | 15:04 | Bruno Saby  |
| 19. Jan. | 12 | 10:03        | Col des Garcinets         | 23,00 km | Bruno Saby         | 14:43 | Bruno Saby  |
| 19. Jan. | 13 | 11:10        | Sisteron                  | 37,00 km | Yves Loubet        | 24:37 | Bruno Saby  |
| 19. Jan. | 14 | 12:22        | Puimichel                 | 12,00 km | Bruno Saby         | 08:02 | Bruno Saby  |
| 19. Jan. | 15 | 14:20        | Trigance                  | 28,00 km | Bruno Saby         | 17:12 | Bruno Saby  |
| 19. Jan. | 16 | 15:27        | Saint-Auban - Roquesteron | 30,00 km | Timo Salonen       | 23:08 | Bruno Saby  |
| 19. Jan. | 17 | 17:15        | Loda - Lucern             | 16,00 km | Bruno Saby         | 13:31 | Bruno Saby  |
| 20. Jan  | 18 | 15:18        | Col de la Madone 1        | 18,00 km | Jean-Pierre Ballet | 14:54 | Bruno Saby  |
| 20. Jan  | 19 | 16:39        | Col de Turini 1           | 22,00 km | Timo Salonen       | 19:02 | Bruno Saby  |
| 20. Jan  | 20 | 18:02        | Col de la Couillole 1     | 22,00 km | Bruno Saby         | 16:07 | Bruno Saby  |
| 20. Jan  | 21 | 19:35        | Puget - Theniers          | 28,00 km | Timo Salonen       | 20:50 | Bruno Saby  |
| 21. Jan  | 22 | 01:03        | Col de la Madone 2        | 18,00 km | Timo Salonen       | 15:08 | Bruno Saby  |
| 21. Jan  | 23 | 02:24        | Col de Turini 2           | 22,00 km | Timo Salonen       | 19:22 | Bruno Saby  |
| 21. Jan  | 24 | 03:37        | Col de la Couillole 2     | 22,00 km | Alex Fiorio        | 19:09 | Bruno Saby  |
| 21. Jan  | 25 | 05:37        | Pont des Miolans          | 24,00 km | Timo Salonen       | 16:25 | Bruno Saby  |
| 21. Jan  | 26 | 06:43        | Les Quatre Chemins        | 25,00 km | Timo Salonen       | 21:23 | Bruno Saby  |

### Gewinner Wertungsprüfungen
| WP                            | Anzahl | Fahrer             | Auto                |
| ----------------------------- | ------ | ------------------ | ------------------- |
| 1, 4, 5, 9–12, 14, 15, 17, 20 | 11     | Bruno Saby         | Lancia Delta HF 4WD |
| 16, 19, 21–23, 25, 26         | 7      | Timo Salonen       | Mazda 323 4WD       |
| 2, 6–8, 13                    | 5      | Yves Loubet        | Lancia Delta HF 4WD |
| 18                            | 1      | Jean-Pierre Ballet | Peugeot 205 GTI 1.9 |
| 3                             | 1      | Miki Biasion       | Lancia Delta HF 4WD |
| 24                            | 1      | Alex Fiorio        | Lancia Delta HF 4WD |

### Fahrer-Weltmeisterschaft
| Pos. | Fahrer             | Punkte |
| ---- | ------------------ | ------ |
| 1    | Bruno Saby         | 20     |
| 2    | Alex Fiorio        | 15     |
| 3    | Jean-Pierre Ballet | 12     |
| 4    | Alain Oreille      | 10     |
| 5    | Timo Salonen       | 8      |

### Herstellerwertung
| Pos. | Team    | Punkte |
| ---- | ------- | ------ |
| 1    | Lancia  | 20     |
| 2    | Peugeot | 14     |
| 3    | BMW     | 13     |
| 4    | Renault | 12     |
| 5    | Mazda   | 10     |